# Йоаким Кушелич
Йоаким Кушелич ЧСВВ (також Йоаким Кушелін; 1648, Вільно — 1705, Жировичі) — церковний діяч, священник-василіянин, доктор філософії і богослов'я, проповідник, протоархимандрит Василіянського Чину в 1698—1703 роках.

## Життєпис
Народився 1648 року у Вільно в православній сім'ї Стефана і Анни Кушеличів. Закінчив курс риторики в єзуїтів у Вільно і вступив до Василіянського чину до Свято-Троїцького монастиря в рідному місті. Після новіціяту упродовж 1670–1673 років вивчав філософію в Папській колегії у Вільно (12 листопада 1672 отримав бакалаврат, а 18 червня 1673 — ліценціят з філософії). 1673–1677 роки провів на студіях в Римі в Грецькій колегії святого Атанасія, куди записався 18 грудня 1673 року, а залишив її стіни 14 липня 1677 року. Студії в Римі завершив зі ступенями доктора філософії і доктора богослов'я.
Після студій виконував різні уряди у Василіянському чині. Був проповідником і настоятелем Жировицького монастиря, як представник від Жировичів брав участь у Мінській капітулі 1690 року. В Жировицькій капітулі Чину 1694 року брав участь уже як настоятель монастиря в Лисково (нині Пружанський район Берестейська область Білорусь), тоді ж був обраний на уряд консультора. Після цієї капітули отримав призначення на уряд настоятеля Вітебського монастиря. У 1698 році обраний протоархимандритом Василіянського чину. За осідок протоархимандрита обрав собі монастир в Березвечі (тепер район міста Глибоке Вітебської області в Білорусі), де за період урядування провів реставраційні роботи з відновлення церкви. Після закінчення каденції 1703 року, отримав призначення на уряд настоятеля Жировицького монастиря.
Помер в Жировичах 1705 року «у саму Велику п'ятницю за римським календарем, яка тоді випадала чотири тижні швидше перед руським календарем».